# Париж-Брест (торт)
Париж-Брест, Париж - Брест (фр. Paris–Brest) — французький десерт із заварного тіста та заварного крему зі смаком праліне, названий на честь велоперегонів Париж — Брест — Париж. Зверху зазвичай посипаний мигдалевою стружкою. Кругла форма десерту є аналогією з велосипедним колесом. Може мати розмір торта чи тістечка.

## Історія
За поширеною версією, десерт у формі колеса був створений в 1909 або 1910 роках Луї Дюраном, кондитером з Мезон-Лаффітт, на прохання організатора П'єра Жиффара в ознаменування велосипедних перегонів Париж — Брест — Париж, що вперше відбулися в 1891 році.
Існує версія, що торт придумав кондитер Боже, теж з паризького передмістя Мезон-Лаффіт, але в 1891 році. Згідно з цією версією, його будинок знаходився біля траси, якою проходили велосипедні перегони. Згідно з авторитетним виданням «Larousse gastronomique», де вказується лише одна версія виникнення десерту: «Натхненний змаганнями, майстер створення тістечок приготував еклери у формі кілець, що нагадують велосипедні колеса» . Інші джерела вказують на кондитера з передмістя Парижа, який створив його в 1891 році. Нарешті, ймовірним автором вказується і кондитер із Шартра на ім'я Жербе.
Згідно з деякими джерелами, Дюран створив кондитерський виріб у 1909 році у формі еклера, а круглу форму йому надав інший кондитер із західного передмістя Парижа в 1940-х роках. За іншими даними, саме Дюран надав йому форму велосипедного колеса, взявши за основу торт, створений раніше: це була випічка у формі лаврового вінка (відсилання до вінка, який служив нагородою переможцю перегонів), створена кондитером з Бреста, або довгастої форми.
Десерт швидко став популярним, його можна знайти в кондитерських по всій Франції.
Дослідження, проведене соціологічним агентством TNS-Sofres, у 2012 році розмістило його на 15-е місце серед улюблених десертів французів.